# سامسونج جالكسي تاب برو 12.2
سامسونج جالاكسي تاب برو 12.2 (بالإنجليزية: Samsung Galaxy Tab Pro 12.2)‏ هو حاسوب لوحي من إلكترونيات سامسونج ضمن سلسلة سامسونج جالكسي تاب يعمل بنظام أندرويد تم الكشف عنه في 6 يناير 2014، لم يعلن تاريخ طروحه الأسواق.

## الخصائص
- نظام التشغيل: أندرويد
- الكاميرا الأمامية: 2 ميجابكسل
- الكاميرا الخلفية: 8 ميجابكسل
- الوزن: 740 غ (1.63 رطل)
- المعالج: 1.9 جيجا هرتز
- الذاكرة: 3 جيجابايت
- التخزين: 64 جيجابايت

## وصلات خارجية
- الموقع الإلكتروني